# 李光龍
李光龙，字蟠卿，号在明，福建安溪县人，明末翰林。

## 生平
崇祯十六年（1643年），李光龙中式癸未科二甲第五十名进士，后授翰林院检讨。明亡后归隐，相傳他和僧人參唯、德林、天問等「妙峯三高」跟隨隆武帝隱居安溪妙峯山，日間稱師徒，夜間行君臣禮，隆武帝死後負責安葬。